# Mittelmeer-Rundfahrt 2013
Die 40. Mittelmeer-Rundfahrt (offiziell Tour Méditerranéen Cycliste) war ein französisches Rad-Etappenrennen, das vom 6. bis zum 10. Februar 2013 stattfand. Es wurde in fünf Etappen (von denen die 3. Etappe auf Grund fehlender Sicherheitsmaßnahmen nicht ausgetragen wurde) über eine Gesamtdistanz von 507,5 Kilometern in der französischen Provence-Alpes-Côte d’Azur ausgetragen. Das Rennen war Teil der UCI Europe Tour 2013 und wurde dort in die Kategorie 2.1 eingestuft.
Der Sieger des Rennens war der Schwede Thomas Lövkvist vom schweizerischen Team IAM Cycling. Er gewann aufgrund der besseren Etappenplatzierungen ohne einen zeitlichen Vorsprung vor dem Franzosen Jean-Christophe Péraud. Dritter wurde der Italiener Francesco Reda.
| UCI ProTeams Ag2r La Mondiale Blanco Pro Cycling Team Lotto-Belisol BMC Racing Team                                       | Garmin-Sharp FDJ Team Saxo-Tinkoff RadioShack Leopard  | Vacansoleil-DCM     |
| UCI Professional Continental Teams Androni Giocattoli Accent Jobs-Wanty Bretagne-Séché Environnement CCC Polsat Polkowice | Cofidis, le Crédit en Ligne Colombia Team Europcar FDJ | IAM Cycling Sojasun |
| UCI Continental Teams Big Mat-Auber 93 La Pomme Marseille                                                                 |                                                        |                     |

## Etappen
| Etappe | Tag         | Start – Ziel                   | Typ              | km    | Etappensieger          | Gesamtwertung   |
| ------ | ----------- | ------------------------------ | ---------------- | ----- | ---------------------- | --------------- |
| 1.     | 6. Februar  | Limoux > Gruissan              | Flachetappe      | 146.5 | André Greipel          | André Greipel   |
| 2.     | 7. Februar  | Sète > Le Cap d’Agde           | Einzelzeitfahren | 24    | Lars Boom              | Lars Boom       |
| 3.     | 8. Februar  | Cabriès > St. Remy de Provence | Hügeletappe      | 130   | abgesagt               | Lars Boom       |
| 4.     | 9. Februar  | Rousset > Toulon (Mont Faron)  | Hügeletappe      | 155   | Jean-Christophe Péraud | Maxime Monfort  |
| 5.     | 10. Februar | Bandol > Grasse                | Hügeletappe      | 165   | Jürgen Roelandts       | Thomas Lövkvist |